# Tanymecosticta filiformis
Tanymecosticta filiformis är en trollsländeart som först beskrevs av Friedrich Ris 1898.  Tanymecosticta filiformis ingår i släktet Tanymecosticta och familjen Isostictidae. Inga underarter finns listade i Catalogue of Life.